# Wolfgang Klooß
Wolfgang Klooß (* 1948 in Kassel) ist ein deutscher Anglist, Kanadist und Literaturwissenschaftler.

## Akademische Karriere
Klooß studierte ab 1966 Anglistik, Geschichte und Politikwissenschaften an der Philipps-Universität Marburg und am Manchester College (heute Manchester University) in North Manchester, Indiana. Er schloss das Studium 1970 mit einem Bachelor of Arts in Geschichte und 1972 mit dem 1. Staatsexamen ab. Klooß promovierte 1976 in englischer Literatur in Marburg und habilitierte sich 1985 im Bereich Kanadastudien an der Christian-Albrechts-Universität zu Kiel. Von 1988 bis zu seiner Emeritierung 2013 war er Professor für englische Literatur an der Universität Trier.
Er war Inhaber verschiedener Leitungs- und Verwaltungsfunktionen innerhalb der Universität Trier, etwa als Institutsdirektor, Prodekan (2003–2005), Dekan (2005–2006), Mitglied des Senats oder als Vorsitzender verschiedener Senatsausschüsse. Als Vizepräsident von 2006 bis 2010 war er verantwortlich für die Neustrukturierung der Universität infolge des Bologna-Prozesses.
Von 1991 bis 2017 war er Direktor des interdisziplinären Zentrums für Kanadastudien der Universität Trier. In dieser Funktion intensivierte er die Partnerschaft mit der University of Manitoba, etwa durch Gastprofessuren, Austauschprogramme für Studierende und interdisziplinäre Konferenzen.

## Auslandsaufenthalte
- 2004: Research Fellow an der University of Manitoba in Winnipeg, Kanada
- 2005: Gastprofessor an der Clark University in Worcester, Massachusetts, USA
- 2010: Visiting Researcher an der Universität Ottawa, in Ottawa, Ontario, Kanada
- 2010: Gastdozent an der Portland State University in Portland, Oregon, USA

## Mitgliedschaften und Auszeichnungen
- Gesellschaft für Kanada-Studien e.V. (1997–1999 Präsident)
- Deutsch-Kanadische Gesellschaft (Mitglied des Präsidiums)
- Stiftung für Kanada-Studien (Vorsitzender des Kuratoriums)
- 2015: Governor General’s International Award for Canadian Studies
- 2019: Ehrenpreis der Deutsch-Kanadischen Gesellschaft
- 2019: Distinguished International Fellow der Royal Society of Canada

## Veröffentlichungen (Auswahl)
- Die englische Kolonialpolitik und die Tragik des Kulturkonflikts in den Afrikaromanen von Joyce Cary (= Europäische Hochschulschriften, Reihe 14, Bd. 42). Lang, Frankfurt/M. 1976 (= Dissertation Universität Marburg).
- Geschichte und Mythos in der Literatur Kanadas. Die englischsprachige Métis- und Riel-Rezeption. Winter, Heidelberg 1989, ISBN 3-533-04006-2 (= Habilitationsschrift Universität Kiel).
- (Hrsg., mit Hans Braun): Giving voice. Canadian and German perspectives (= Schriftenreihe des Zentrums für Kanada-Studien an der Universität Trier, Bd. 10). Schulz-Kirchner, Idstein 2001, ISBN 3-8248-0486-7.
- (Hrsg.): Narratives of exploration and discovery. Essays in honour of Konrad Gross. WTV Wissenschaftlicher Verlag, Trier 2005, ISBN 3-88476-762-3.
- (Hrsg.): Wor(l)ds of Trauma. Canadian and German perspectives (= Diversity, Bd. 3). Waxmann, Münster 2017, ISBN 978-3-8309-3734-0.